# Hans Reissner

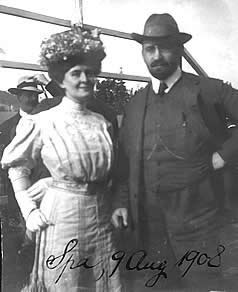
Hans Reissner en zijn echtgenote, Josefine.

Hans Jacob Reissner (Berlijn, 18 januari 1874 - Colton, 2 oktober 1967), ook bekend als Jacob Johannes Reissner, was een Duitse luchtvaartingenieur.
Reissner werkte als ingenieur in de luchtvaart en had een grote interesse in wiskundige natuurkunde. In de Eerste Wereldoorlog kreeg hij het IJzeren Kruis, als beloning voor zijn werk met betrekking tot het ontwerpen van vliegtuigen. In 1938 emigreerde hij naar de Verenigde Staten. Daar gaf hij tot 1944 les aan het Illinois Institute of Technology, en daarna tot 1954 aan het Polytechnic Institute of Brooklyn.
Hans Jacob Reissner was de eerste die de Einstein-vergelijkingen voor een geladen puntmassa kon oplossen. Hij toonde samen met de fysicus Nordström aan dat een elektron een naakte singulariteit heeft, in plaats van een waarnemingshorizon.